# اس‌اس باندیرما
اس‌اس باندیرما (به انگلیسی: SS Bandırma) یک کشتی است که طول آن ۴۷٫۷ متر (۱۵۶ فوت ۶ اینچ) می‌باشد. این کشتی در سال ۱۸۷۸ ساخته شد.